# Odio (mitologia)
Nella mitologia greca, Odio o Odìo (in greco antico: Ὄδιος?, Ódios) era il nome di uno dei condottieri alleati che presero parte alla guerra di Troia per sostenere in guerra i Troiani contro gli Achei. La guerra derivò dalla decisione di Paride, figlio di Priamo re di Troia, di rapire la regina spartana Elena, di cui si era innamorato; durante l'assenza del marito di quest'ultima, Menelao, partito per i funerali di suo zio, il principe troiano sedusse la giovane e la condusse con sé a Troia, dove visse con lei per ben diciotto anni.
Furibondo per l'oltraggio, il re di Sparta riunì un esercito innumerevole e potentissimo, guidato dal suo supremo fratello, Agamennone, e con esso dichiarò guerra alla città nemica.
Le vicende principali di questo conflitto sono raccontate da Omero nell'Iliade.

## Il mito

### Odio nel "Catalogo delle navi"
Odìo, sovrano del popolo degli Alizoni, una popolazione che abitava la parte nord occidentale dell'Asia Minore, giunse in soccorso a Priamo e ai suoi sudditi ben dieci anni dopo lo scoppio della guerra. 
 Aveva abbandonato la sua patria, accompagnato da un altro capitano, Epìstrofo, che, insieme a lui, svolgeva il ruolo di capitano nella guerra.
Omero racconta che entrambi provenivano da Alibe, probabilmente capitale del regno degli Alizoni, città conosciuta per la grande quantità di argento.

### Combattimenti e morte
Questo capo alleato dei Troiani fu una delle prime e più importanti vittime degli Achei nei cinquanta giorni di guerra narrati nell'Iliade.
Già nel libro V, infatti, Agamennone scelse come bersaglio proprio il giovane condottiero degli Alizoni. Lo sbalzò dal cocchio, e con la sua lancia gli trafisse la schiena, in modo tale da fargli penetrare l'arma attraverso tutto il corpo, uscendo dal petto. 
 Il cadavere di Odìo finì a terra, provocando un rimbombo a causa della potente armatura che lo ricopriva.

### Fonti
- Omero, Iliade, libro II, versi 856-857; libro V, versi 38-42. Libro IX, versi 170-172.

### Traduzione delle fonti
- Rosa Calzecchi Onesti, Omero. Iliade, seconda edizione, Torino, Einaudi, 1990, ISBN 978-88-06-17694-5.